# Paul Scholze
Paul Scholze (* 13. April 1886 in Dresden; † 22. Mai 1938 in Magadan) war ein deutscher Politiker, Opfer des Nationalsozialismus und des Stalinismus.

## Leben
Während der Novemberrevolution war er Vorsitzender der Revolutionären Obleute von Berlin und als revolutionärer Sozialist Wegbegleiter von Karl Liebknecht im Berliner Revolutionsausschuss während des Spartakusaufstandes. Anfang der 1920er Jahre war er Mitbegründer der KPD-nahen Internationalen Arbeiterhilfe (IAH), deren Westeuropabüro er von 1924 bis 1935 leitete. Für die KPD war er von 1929 bis 1932 Abgeordneter in der Berliner Stadtverordnetenversammlung. Nach der nationalsozialistischen Machtübernahme 1933 emigrierte er nach Frankreich, wo er Mitarbeiter von Willi Münzenberg wurde. Nachdem er 1935 in die Sowjetunion übergesiedelt war, wurde er am 4. November 1936 zusammen mit weiteren für die IAH tätigen Kommunisten verhaftet. Er wurde zunächst zu fünf Jahren Arbeitslager verurteilt und in ein Gulag-Lager in den RSFSR-Föderationskreis Ferner Osten deportiert. Dort wurde er im März 1938 wegen angeblicher Sabotage erneut verhaftet, zum Tode verurteilt und erschossen.